# Premio de Arquitectura Española
El Consejo Superior de los Colegios de Arquitectos de España (CSCAE), creado el 13 de junio de 1931, convoca desde 1993 y con carácter bienal el Premio de Arquitectura Española.
El Premio de Arquitectura Española se crea para dar a conocer públicamente la calidad de las obras de arquitectura que se realizan en España. Se otorga a aquella obra finalizada que se considere es merecedora de reconocimiento por su singularidad arquitectónica, su aportación innovadora y su paradigmática calidad construida.

## Obras galardonadas
| Año  | Obra | Arquitectos                                                 | Imagen |
| ---- | --- | ----------------------------------------------------------- | ------ |
| 1993 | Estación de Ferrocarriles Santa Justa – Sevilla                                                         | Antonio Cruz Villalón y Antonio Ortiz García                |        |
| 1995 | Colegio público Mare de Déu de Villvana-Morella                                                         | Enric Miralles Moya y Carme Pinós Desplat                   |        |
| 1997 | Museo de Bellas Artes de la Coruña                                                                      | José Manuel Gallego Jorreto                                 |        |
| 1999 | Centro Universitario de Ciencias de la Salud de la Coruña                                               | Manuel de las Casas Gómez                                   |        |
| 1999 | Estación de Autobuses de Córdoba                                                                        | César Portela Fernández-Jardón                              |        |
| 2001 | Palacio de Congresos de Cataluña                                                                        | Carlos Ferrater Lambarri y José María Cartaña Gubern        |        |
| 2003 | Auditorio Ciudad de León                                                                                | Emilio Tuñón Álvarez y Luis Moreno Mansilla                 |        |
| 2005 | Ordenación del Borde Marítimo de Vigo                                                                   | Guillermo Vázquez Consuegra                                 |        |
| 2007 | Teatro Valle Inclán en Lavapiés, Madrid                                                                 | Ángela García de Paredes e Ignacio G. Pedrosa               |        |
| 2009 | Pabellón de España en la Expo Internacional Zaragoza 2008                                               | Francisco José Mangado Beloqui                              |        |
| 2011 | Paseo Marítimo de la Playa de Poniente en Benidorm                                                      | Carlos Ferrater y Xavier Martí i Gal                        |        |
| 2013 | Escuela Infantil en Pamplona (ex aequo)                                                                 | Carlos Pereda Iglesias y Oscar Pérez Silanes                |        |
| 2013 | Hospital Cartuja. Instituto Cartuja de Técnicas Avanzadas en Medicina de Sevilla (ex aequo)             | José Morales Sánchez y Sara de Giles Dubois MGM arquitectos |        |
| 2015 | Rehabilitación del antiguo Hospital Militar para la Escuela Técnica Superior de Arquitectura de Granada | Víctor López Cotelo                                         |        |
| 2017 | Museo de las Colecciones Reales de Madrid                                                               | Mansilla y Tuñón Arquitectos                                |        |
| 2017 | Palacio de Congresos y Hotel de Palma de Mallorca                                                       | Francisco Mangado                                           |        |